# Wojciech Dziomdziora
Wojciech Dziomdziora (ur. 1 maja 1975) – polski prawnik i urzędnik państwowy, radca prawny, od 2006 do 2007 członek Krajowej Rady Radiofonii i Telewizji.

## Życiorys
Absolwent I Liceum Ogólnokształcącego im. Mikołaja Kopernika w Łodzi. Ukończył następnie studia na Wydziale Prawa i Administracji Uniwersytetu Warszawskiego, w trakcie których został członkiem Korporacji Akademickiej Arkonia.
W latach 2000–2005 był zatrudniony w Ministerstwie Kultury, m.in. jako dyrektor departamentu prawno-legislacyjnego oraz wicedyrektor departamentu filmu i mediów audiowizualnych. Zajmował się negocjacjami z Unią Europejską w dziedzinie prawa audiowizualnego i autorskiego. Był także radcą prawnym Grupy ITI, a także dyrektorem w Orange Polska.
W styczniu 2006 został powołany przez prezydenta Lecha Kaczyńskiego w skład Krajowej Rady Radiofonii i Telewizji. Zrezygnował z tego stanowiska w 2007.
Powrócił do praktyki prawniczej, prowadząc ją w ramach firmy prawniczej Domański Zakrzewski Palinka. Był członkiem Rady Powierniczej Zamku Królewskiego w Warszawie.

## Wybrane publikacje
- Ustawa o radiofonii i telewizji. Komentarz (współautor), seria: Krótkie Komentarze Becka, Warszawa 2014[4].